# Alessandro Tosi
Alessandro Tosi (sinh ngày 8 tháng 4 năm 2001) là cầu thủ bóng đá người San Marino chơi ở vị trí hậu vệ cho câu lạc bộ Victor San Marino và Đội tuyển San Marino.

## Sự nghiệp thi đấu
Tosi ra mắt San Marino vào ngày 22 tháng 9 năm 2022 trong trận đấu giao hữu gặp Seychelles, diễn ra trên sân nhà Serravalle, trận đấu đó kết thúc với tỷ số hòa 0-0.

## Thống kê sự nghiệp

### Quốc tế
Tính đến 21 tháng 11 năm 2022
| San Marino | San Marino | San Marino |
| Năm        | Ra sân     | Bàn thắng  |
| ---------- | ---------- | ---------- |
| 2022       | 4          | 0          |
| Tổng cộng  | 4          | 0          |